# C16H11N
化学式C16H11N的化合物（摩尔质量：217.27 g/mol）可以指：
- 苯并[a]咔唑，CAS号：239-01-0
- 单氨基芘
  - 1-氨基芘，CAS号：1606-67-3 
  - 2-氨基芘，CAS号：1732-23-6 
  - 4-氨基芘，CAS号：17075-03-5
- 单氨基荧蒽
  - 3-氨基荧蒽，CAS号：2693-46-1 
  - 8-氨基荧蒽，CAS号：5869-25-0

|  | 这个同类索引页列出了具有相同分子式的化学物（即同分異構體）条目。 除非您是有意链接至本页，否则应将相应条目的内部链接指向正确的条目。 |